# Ivartalan szaporodás
Az ivartalan szaporodás a növények egyik szaporodási módja, amelyhez egyetlen növény, vagy annak egy része szükséges csupán, tehát nincs szükség egy ivarilag ellenkező példányra. Ez azonban hátrányos megoldás, mert így kizárólag ugyanazok a gének adódnak tovább, amelyek az anyanövényben is megtalálhatók.

## Formái

### Egysejtű szervezetekben
A prokarióták kettéhasadással, az eukarióta egysejtű növények hasadással, osztódással vagy sarjadzással, a többsejtűek pedig egyes részeik önállósulásával szaporodnak ivartalanul. A telepes és a hajtásos növények egyes csoportjaira jellemző, hogy milyen ivartalan szaporodásformák fordulnak elő bennük. Az eukarióta egysejtű algák például kettéosztódással, az élesztőgombák sarjadzással (bimbózással) szaporodnak. Sarjadzáskor az anyasejten egy dudor („bimbó”) keletkezik, amelybe az anyasejt plazmájának egy része és a kettévált sejtmag egyik fele átvándorol. Amint a bimbó egy bizonyos nagyságot elér, leválik az anyasejtről és önálló életet kezd. A gombák ivartalan szaporodását sporangiumon belüli keletkezésű spórák (endospóra) vagy külső keletkezésű konídiumok (exospóra) szolgálják. Ezek mind mitospórák. Egyes spórák mozgékonyak (zoospóra), míg mások mozgásra nem képesek (aplanospóra). A zoospórák rendszerint sejtfal nélküliek, és csillók vagy ostorok segítségével a vízben önállóan mozognak. Keletkezésüket tekintve mindig endospórák és ún. zoosporangiumban keletkeznek.

### Többsejtű szervezetekben
A többsejtű telepes növények leváló teleprészekkel vagy az egész telep feldarabolódásával szaporodnak ivartalanul. Ilyenkor minden egyes leváló darab önálló életet élő, teljes növénnyé egészül ki. A virágos növények körében is gyakran találkozunk ivartalan szaporodással. A kövirózsa például leváló levélrózsákkal, a földieper indáinak csomóin fejlődő, járulékos gyökereket képező hajtásokkal, a fokhagyma a virágzatban keletkező sarjhagymákkal (fiókhagymákkal), a tigrisliliom a levelek hónaljában létrejövő sarjgumókkal, a Bryophyllum nemzetség tagjai a levelük szélén kialakuló sarjnövényekkel, az akác és a szilva gyökérsarjakkal, a szelídgesztenye tősarjakkal, a tarackbúza pedig tarackokkal szaporodik. A vegetatív szaporodás adta lehetőségeket a növények termesztésében is felhasználják azok mesterséges szaporítására.